# トゥーロッホ (地形)
トゥーロッホ（英語: turlough, turlach）は、季節により現れたり消失する湖の一種で、アイルランドの石灰岩地域のうち主にシャノン川以西にある。「tur トゥー」に接尾辞（-lach ロッホ）が付き、「乾いた」（ところ）を意味する。 接尾辞のつづりは誤って loch と記したり、その意味する（常に消えない）「湖」と取り違えることがよくある。周辺の地形はアイルランドのカルスト（露出した石灰岩）である。
ほぼアイルランドにのみ分布するが、イギリスには唯一、ウェールズのランデイロ（Llandeilo）郊外の Cernydd Carmel に「Pant-y-Llyn」という水辺がある。強い関心を寄せる研究者がいて、地形学者はトゥーロッホの形成に、水文学者は氾濫する原因に興味を持ち説明しようとするし、植物学者はよそにはない固有の植生を調べ、動物学者は関連する動物を研究する。

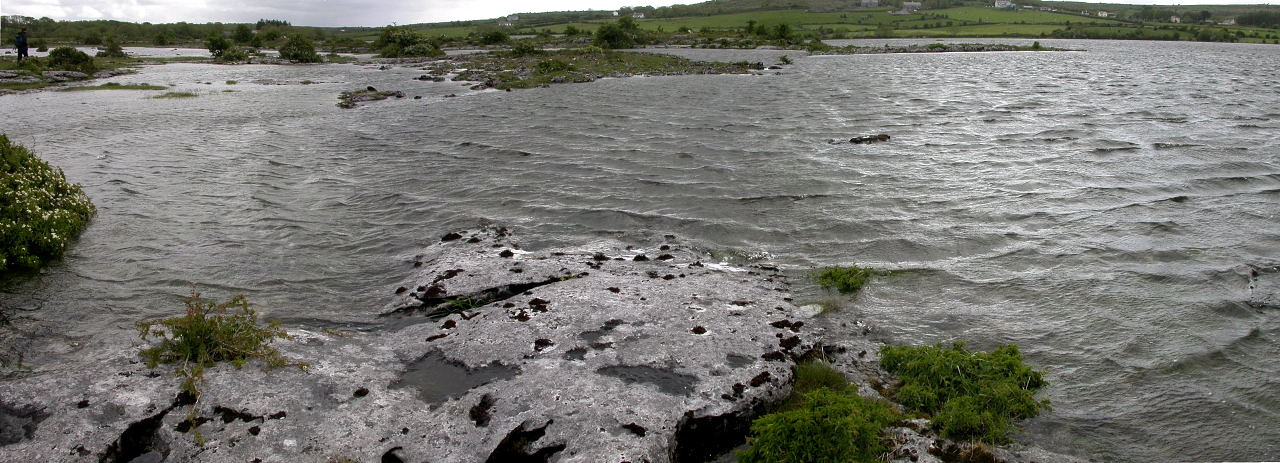
キャロン（Carran）のトゥーロッホ（クレア県）。雨天の影響で水位が上がった状態 （2005年5月下旬）

## 場所

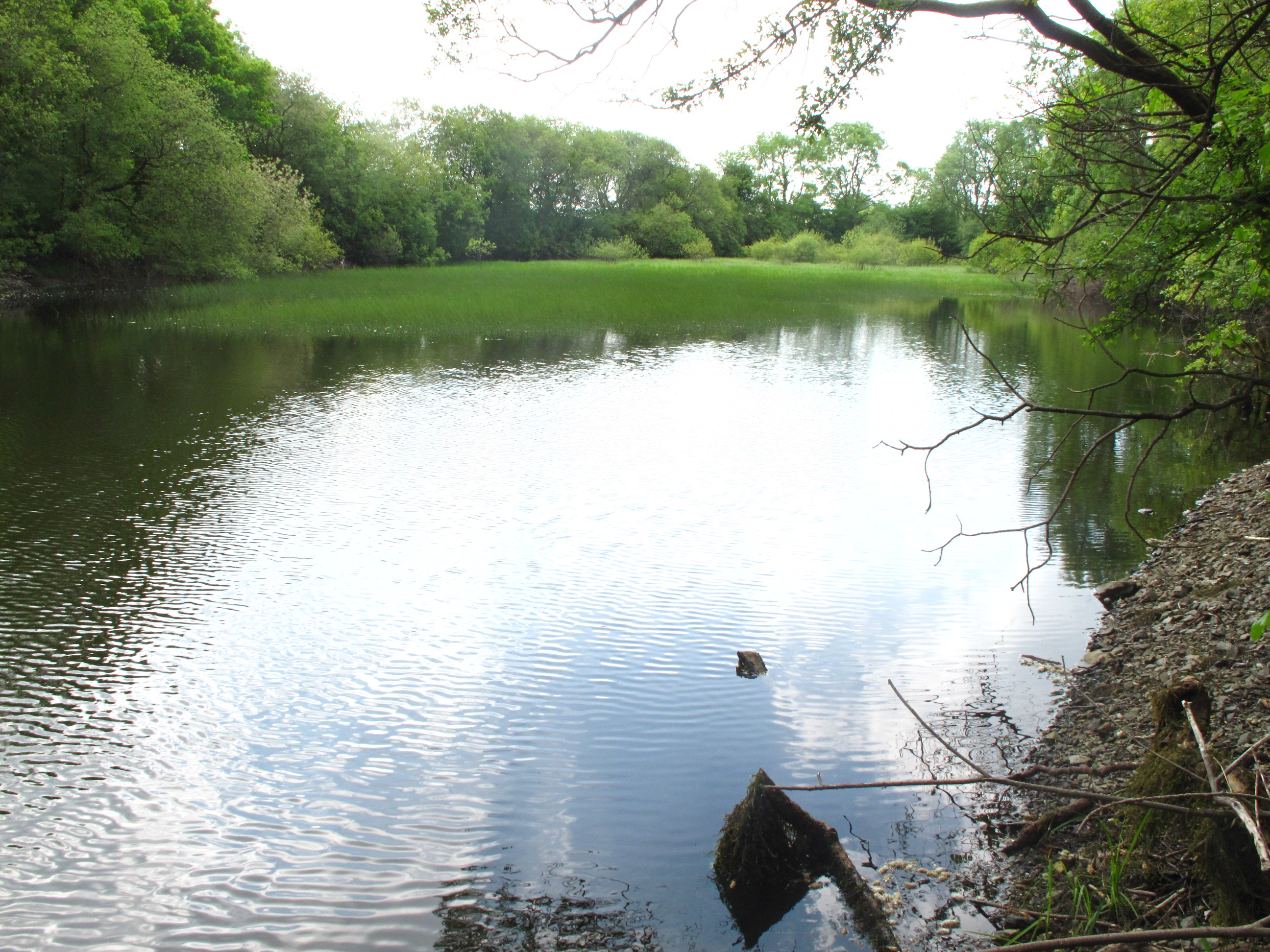
Pant y Llyn （ウェールズ南部）

トゥーロッホはアイルランドの中央低地でも主にシャノン川の西、ゴールウェイ、クレア、メイヨー、ロスコモン各県に分布する。そのほか県レベルでリムリック、スライゴ、ロングフォード、コークなどでも見られる。
北アイルランドにはファーマナ県エリーロッジ・フォレストに近いルースキー、グリーン、ファードラムの3つだけ確認され、アイルランド島最北にあるトゥーロッホとしてラムサール条約および科学課題特区の指定を受けた。ウェールズ南部に前出の Pant-y-Lyn がある。

## 季節性の湛水
ほとんどは秋、通常は10月に水が満ち始めると、4月から7月の頃に水が抜ける。ただしバレンには、大雨が降るたびに数時間後には湛水する箇所がいくつもあり、何日かすると再び乾く。
一部は海の潮位に反応する。ゴールウェイ湾から内陸5 km の Caherglassaun Lough は毎夏、24時間ごとに2回、湛水して再び水が空になる。水深は多くの場合は2 m 内外。はるかに深い例はゴート郊外に複数見られ、真冬に5 m に達する。面積も大小あり、アイルランド最大のラハサネ・トゥーロッホ（Rahasane）はゴールウェイ県（Craughwell）西郊にあり、面積はおよそ2.5 km2。

## 形成
すべて石灰岩地域のカルスト地形にある理由は、雨粒が大気に触れて二酸化炭素を吸収すると弱酸性を帯び、石灰岩を溶かすためである。岩のひびや割れ目が広がると、やがて降水はすべて地下に消え、幅数ミリのひびからしみこんで大きな洞窟状の水路まで流れていく。こうして石灰岩は「カルスト」に変貌する。
シャノン川東岸は石灰岩層の上に最終氷期の氷河漂流物（en）が暑く堆積した場所が多い。対照的に、川の西岸では地層がほぼ石灰岩のみで構成され、表面近くの漂流物層も薄い上、地表に目立った河川系がない。これらの地域では降雨は地下に吸いこまれ、岩の開口部を抜けて流れ下り、やがて離れた場所に泉として地表に現れる。この地域は西部に大きな泉が点在し、コリブ湖とゴールウェイ湾に注ぎこむ。冬季の地下水（水位）は上昇し、地下水の増加により、泉に通じる地下流路がさばききれない水量に達した場合、水は一時的に地表にあふれてトゥーロッホを形成する。
これらの地域にはいくつもの流れがあるものの、多くは19世紀から現在に至るまで入植者が排水した人口河川であり、しばしば複数のトゥーロッホをつないで流れる。たとえばクレア川の流れはその多くが天然の流れではなく、中央に当たる部分はかつては巨大なトゥーロッホがあり、面積 6.5 km2とアイルランド最大であった。

## 吸いこみ穴
通常、水がたまる窪地の底に、水があふれたり引いたりする特定の場所がある。実際に穴や通路がはっきりとわかる場合は少なく、一般には石が積み重なった凹みに見えるばかりで、真夏の乾燥期に場所を特定するのは簡単ではない。一部には水位が下がっても泉が残り、別の場所のシンクホール（「吸いこみ穴」）から自然に排水するトゥーロッホもあるが、多くの場合は同じ穴から水が満ち、空になる。水源のタイプは地表の川と細い流入河川、あるいは上昇する地下水がある。
水は吸いこみ穴から地下に流れ、数 km 離れた泉に湧き再び地表に現れる。岩盤の種類に関わらず、地下水は非常にゆっくりと流れる（1日あたり数 cm から数 m）。カルスト地形の体積流量は 100 m/h 超と非常に速くなることもある。

## 炭酸カルシウムの沈着
石灰石を構成する炭酸カルシウムは水が石灰岩層を通るときや加熱した時に溶けだす（これが硬水、やかんの内側に沈着する）。トゥーロッホでも非常に似た現象が起こり、地下を流れるうちに大量の炭酸カルシウムを吸収した水が上昇し、炭酸カルシウムの白い堆積物が発生する。最近は水が引いたトゥーロッホの底の植生の表面に、白っぽい沈着物が見られることがある。水面に達し、二酸化炭素を大気に放出したり植物の光合成に使われると、炭酸カルシウムの堆積物が現れる。
時には薄い紙のような特殊な白っぽい堆積物が出現する。この「藻類の紙」は暖かい天候でどんどん成長し、トゥーロッホが干上がったとき、シート状に乾燥した藻類の長い繊維にこびりつく。
トゥーロッホから水が抜ける天然の流れまたはアースオーガーで掘り抜いた人工の穴をのぞくと、植生または泥炭の層の下に白色またはクリーム色の炭酸カルシウムの堆積が見つかることがあり、これをしばしば「ホワイトマール」と呼ぶ。トゥーロッホのおよそ半分に泥灰土が含まれ、堆積した時代は数千年前、一年中、水が氾濫していた時代である。

## 動植物層
ふかふかの草地は丈が短いスゲや野草類でおおわれる。バレンを水没させる水位が達する最も高い地点は、黄色い花が魅力的なカラマツソウの仲間（Dasiphora fruticosa）の群落が示す。水がその次に深くなる場所にはスミレ属（香りのないdog violet）が繁茂し、珍しい青色のトゥーロッホ・バイオレットが 1 m もの丈に伸びて密生する場所もある。他に特徴的な植物はハクサンチドリ属とクワガタソウ属。ヨウシュツルキンバイが他の種類を圧倒して繁茂するところは、水没を示す水位表の中央値より浅い地域に該当する場合がある。
沼地の近くに「吸いこみ穴」がある場合、ミント、クレソン、ヒルムシロ属および半陸生のノットグラスが生える場所も見られる。しかし乾燥期にはただの岩のガレ場にしか見えず、黒っぽく乾いた水生のコケ（トゥーロッホ固有種のCinclidotus Cinclidotus や流れのある場所ならFontinalis Fontinalis）がこびりついている。
トゥーロッホには動物がいないと誤解する人は多いが、カエルやイモリの産卵場所であり、たとえ表面の水が乾いてもトゲウオは地下の岩の亀裂に潜って生きのびることができる。エビとウオジラミも吸いこみ穴に潜って水が干上がる時期をやり過ごし、魚がすまないところにも繊細なミジンコや鰓脚綱の仲間（en）の豊かな動物相があり、複数の固有種はアイルランドの他の場所では発見されていない。捕食者の魚がいない暖かい水域で生命は孵化し急速に成長する。扁形動物やカタツムリもしばしば豊富に見られ、泉に水が流れこむところにすみ、あるいは湿地の乾燥する期間に身を寄せる。
ラハサネのトゥーロッホ（ゴールウェイ県 Rahasane）はアイルランドで最も重要な鳥類生息地としてアイルランドの国のリストに記載される。代名詞ともなったマガンやオオハクチョウ、淡水カモの仲間（en）やコガモがくらし、冬には多くのシギが集まる。クールパークとともに重要野鳥生息地である。

## トゥーロッホの排水
手つかずのトゥーロッホは毎冬、地下水が溢れるたびに石灰分を豊富に含むシルトを放牧地に供給し、牛や羊、馬の放牧に適した夏の草地を提供してきた。しかし冬の洪水をただの無駄と見なしてきた農業従事者は、土地利用が一年を通じて行えるように排水する手段を試みてきた。一般には表面水や地下水の流入を妨げること、水を抜くことを目指し、人工の水路を掘ることが行われ、政府も補助金を出し、しばしば主要な排水路計画に組み込んできた。
アイルランドのトゥーロッホの実に3分の1には排水路がつき、毎年さらに工事が進んでいる。環境への影響は非常に深刻で、季節性の溢水で保たれてきた環境固有の動植物は生き残れないおそれがある。排水路の経済効果は期待したほどの利益をもたらしていない。天然の石灰シルト供給が止まると土壌の栄養が貧弱になり、わざわざ肥料を施す手間や経費をうむことを意味する。また土壌の成分が単調になった土壌は、冬の間、動物が入ると表土流出に耐えられなくなる可能性がある。